# 达默-施普雷瓦尔德县
达默-施普雷瓦尔德县（德語：Landkreis Dahme-Spreewald）是德国勃兰登堡州东南部的一个县，首府施普雷瓦尔德地区吕本。